# ناحية أبي غرق
ناحية أبي غرق أحد النواحي التابعة لقضاء الحلة في محافظة بابل وسط العراق، وتقع على مسافة 10 كيلومترات إلى الشمال الغربي من مركز قضاء الحلة ويمر بها الطريق الرئيسي الذي يربط المحافظة بمحافظة كربلاء. يكثر بها النشاط الزراعي والصناعي، مساحتها 191 كم2، تأسست سنة 1920، وعدد سكانها 108,212 نسمة.
تتكون أبي غرق من مركز الناحية وعددٍ من القرى منها قرية المسافر وقرية زغير العنون وقرية الامام اسماعيل(ع) وقرية ال بو جاسم وال بو ثويني وابو عرايس والجبسة وابو غرق الاوسط وقرية المالح وقرية ال بو حسيّن وقرية الحمام وقرية المعيبد وقرية السنيه وكثير من القرى الصغيرة المتناثرة  واغلبها قرى فلاحية زراعية اضافة الى احياء مركز ناحية ابي غرق.أنشأت مؤخرا في الناحية مجمع الكوثر السكني الذي يحتوي على (1058) وحدة سكنية وفق البناء الأفقي، وسيخدم هذا المشروع شرائح مختلفة من المجتمع. ويوجد في الناحية المعهد التقني ومراقد السيد ادريس بن موسى الكاظم ومرقد سيد اسماعيل واخته العلوية حبيبة اولاد الكاظم والسيد احمد بن موسى الكاظم و السيد يعسوب الدين بن موسى الكاظم ومرقد العلوية شريفة بنت الامام الحسن (عليهم السلام جميعا) .وقد تم استصلاح معظم اراضيها الزراعية في الثمانينات القرن الماضي بمشروع حلة ـ كفل. الذي يأخذ ماءه من نهر الفرات قرب سدة الهندية. المستويات الثقافية متنوعة في ابي غرق فهناك الفلاحين والعمال والمعلمين والشرطة والجنود والمهندسين والاطباء وغيرها من المهن الحرة والموظفين.
تاريخياً يرجح تطور ابي غرق نتيجة لوجود مراقد السادة وتوسعت لتصبح ناحية، إما اصل التسمية محير فلربما كانت اراضي غارقة بالمياه النازحة من الانهار الكبيرة أو لسبب اخر.